# Bastav
Bastav (em cirílico: Бастав) é uma vila da Sérvia localizada no município de Osečina, pertencente ao distrito de Kolubara. A sua população era de 477 habitantes segundo o censo de 2011.

## Demografia
| 1948  | 1953  | 1961  | 1971 | 1981 | 1991 | 2002 | 2011 |
| ----- | ----- | ----- | ---- | ---- | ---- | ---- | ---- |
| 1 106 | 1 112 | 1 037 | 925  | 812  | 693  | 585  | 477  |